# Anton Ernst von Neipperg
Anton Ernst Graf von Neipperg (* 18. Dezember 1883 in Hirschberg in Böhmen; † 28. Dezember 1947 in Schwaigern) war ein deutscher Politiker und Gutsbesitzer aus der Familie der Grafen von Neipperg.

## Leben
Anton Ernst von Neipperg, mit vollem Namen Maria Anton Ernst Reinhard Johannes von Nepomuk Franz von Sales Joseph Hubertus Gratianus Graf von Neipperg, war der zweitgeborene Sohn von Reinhard von Neipperg und folgte diesem 1919 als Chef seines Hauses nach, da der ältere Bruder Eberhard (1882–1956) aus gesundheitlichen Gründen auf die Stammfolge verzichtete. Sein jüngerer Bruder Adalbert von Neipperg war ein mit großem Einsatz tätiger Benediktiner, der als Märtyrer verehrt wird. Auch die Schwester Michaela von Neipperg (1885–1957) war Benediktinerin und wirkte als Ordensoberin in Konstanz.
Anton Ernst von Neipperg  diente zunächst bei der Preußischen Armee und erreichte im Ersten Weltkrieg den Rang eines Rittmeisters. Nach dem Militärdienst widmete er sich der Verwaltung der Familiengüter. Er war Vorsitzender des Vereins katholischer Edelleute Südwestdeutschlands. 1930 fungierte er als Präsident der 69. Generalversammlung der Katholiken Deutschlands in Münster.
Politisch engagierte er sich für die Deutsche Zentrumspartei und gehörte für sie 1933 dem letzten Landtag des freien Volksstaates Württemberg an, der jedoch nur einmal zusammentrat, um am 8. Juni 1933 ein „Ermächtigungsgesetz“ für Württemberg zu verabschieden. Dann wurde der Landtag am 30. Januar 1934 abgeschafft.

## Familie
Anton Ernst von Neipperg heiratete am 19. Oktober 1911 in Pruhonitz Anna Gräfin von Silva-Tarouca (* 28. September 1888 in Türmitz; † 17. Juli 1971 in Schwaigern). Sie war die Tochter des Ernst Emanuel Graf von Silva-Tarouca (1860–1936) und der Maria Gräfin von Nostitz-Rieneck (1863–1934). Das Paar hatte vier Kinder: 
1. Eleonore (* 26. August 1912 in Schwaigern; † 9. Januar 1989 auf Schloss Vollrads) ⚭ Richard Graf von Matuschka-Greiffenclau (* 11. Mai 1893; † 4. Januar 1975)
2. Karl Reinhard (* 15. Februar 1915 in Schwaigern; † 28. Juli 1941 in Propoisk), Im Ostfeldzug gefallen.
3. Joseph Hubert (* 22. Juli 1918 in Schwaigern; † 12. September 2020 ebenda) ⚭ (1) Maria Gräfin von Ledebur-Wicheln (* 5. November 1920; † 14. Juni 1984); (2) Theresa Prinzessin zu Hohenlohe-Waldenburg-Schillingsfürst (* 8. September 1938)
4. Marie Gabrielle (* 25. Februar 1920 in Schwaigern; † 5. September 2019 in Wangen im Allgäu)

Sein ältester Sohn Karl Reinhard fiel während des Zweiten Weltkriegs in Russland, so dass der Familienbesitz an den zweiten Sohn Joseph Hubert überging.

## Sonstiges
Er war seit 1927 Ehrenmitglied der katholischen Studentenverbindung AV Guestfalia Tübingen.

## Belege
1. ↑  Haus der Geschichte Baden-Württemberg (Hg.): Adel und Nationalsozialismus im deutschen Südwesten. G. Braun Buchverlag, Karlsruhe 2007, S. 25
2. ↑  Kosch, Wilhelm (Hg.): Das Katholische Deutschland. Biographisch-bibliographisches Lexikon, Bd. 2, Augsburg 1937, S. 304.

| Personendaten    | Personendaten |
| ---------------- | --- |
| NAME             | Neipperg, Anton Ernst von                                                                                               |
| ALTERNATIVNAMEN  | Neipperg, Maria Anton Ernst Reinhard Johannes von Nepomuk Franz von Sales Joseph Hubertus Gratianus Graf von (Taufname) |
| KURZBESCHREIBUNG | deutscher Politiker und Gutsbesitzer                                                                                    |
| GEBURTSDATUM     | 18. Dezember 1883 |
| GEBURTSORT       | Hirschberg |
| STERBEDATUM      | 28. Dezember 1947 |
| STERBEORT        | Schwaigern |